# Estadio Luis Miranda
El estadio Luis Miranda era un estadio de fútbol situado en la localidad de Pola de Siero, Asturias, España. En este estadio se disputaba sus partidos como local el Club Siero, que conoció allí los mejores años de su historia desde sus primeros puestos en la Tercera División de España, hasta el ascenso a la Segunda División B en el año 2001. El estadio tenía unas dimensiones de 105 x 70 metros y una capacidad de 2.500 espectadores además de contar con césped natural. Tras su demolición el Club Siero pasa a jugar al nuevo Estadio El Bayu.